# Apis (ägyptische Mythologie)
Apis (altägyptisch Hep; griechisch Ἆπις, koptisch-sahidisch Hape; koptisch-bohairisch Hapi; aramäisch ḥpy, חפי) war der heilige Stier von Memphis, der als irdische Verkörperung des Gottes Ptah und später auch des Osiris verehrt wurde.

## Darstellung
Durch eine spezielle Fellfärbung, die ihn als heiligen Stier auswies, hob sich der Apis-Stier äußerlich von anderen Rindern ab. Darstellungen, die im Laufe der Jahrhunderte auch etwas variieren konnten, zeigen im Allgemeinen einen großen schwarz-weißen Stier, wobei die Verteilung der Flecken von großer Bedeutung gewesen ist: Kopf, Hinterteil sowie ein großer rundlicher Fleck, der den Großteil des Rückens bedeckte und zu beiden Seiten schabrackenähnlich herunterreichte, waren schwarz. Beine und Bauch waren weiß gefärbt und auf der Stirn prangte eine dreieckige Blesse. Manche Darstellungen zeigen zusätzlich jeweils einen kreisförmigen schwarzen Fleck im Bereich des Knies und unterhalb der Schulter.
Der antike griechische Geschichtsschreiber Herodot beschreibt den Apis als großteilig schwarzen Stier, nennt die Blesse auf der Stirn und erwähnt einen in zwei Haarsträngen endenden Schwanz sowie einen „käferartigen Auswuchs“ unter der Zunge (kántharon). Den schwarzen Rückenfleck vergleicht er in seiner Form mit den Schwingen eines Adlers. Auf spätzeitlichen Bronzefiguren des Apis-Stieres zeigen sich mehrere Rückenflecke durch eingravierte Flügel eines Geiers und eines Skarabäus, manchmal werden sie auch durch eine ebenso eingravierten Decke ergänzt.
Ab dem Neuen Reich wurde der Apis mit der Sonnenscheibe und einem Uräus zwischen den Hörnern dargestellt. Auf spätzeitlichen Särgen wird er außerdem zuweilen als laufender Stier mit einer liegenden Mumie auf dem Rücken abgebildet.
Vor allem dann, wenn Apis als handelnde Gestalt auftritt, wird er ab der Ramessidenzeit nicht unbedingt als Stier dargestellt, sondern als Mischwesen, bestehend aus dem Körper eines Menschen und dem Kopf eines Stiers. In dieser Form wird der menschliche Teil überwiegend frei schreitend gezeigt, doch in einigen Fällen kann der Körper auch das Aussehen einer Mumie haben.

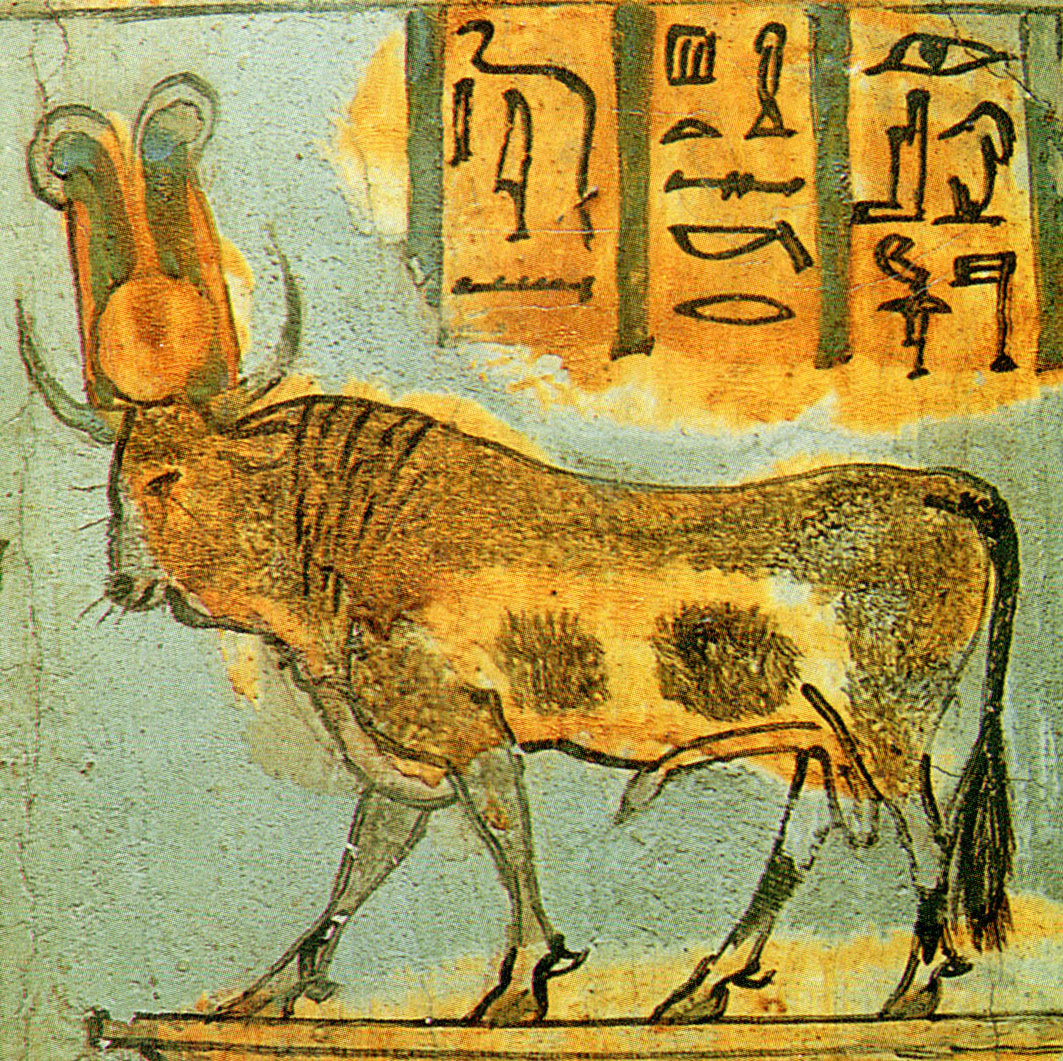
Apis-Bulle auf einem Sarg der 20. Dynastie
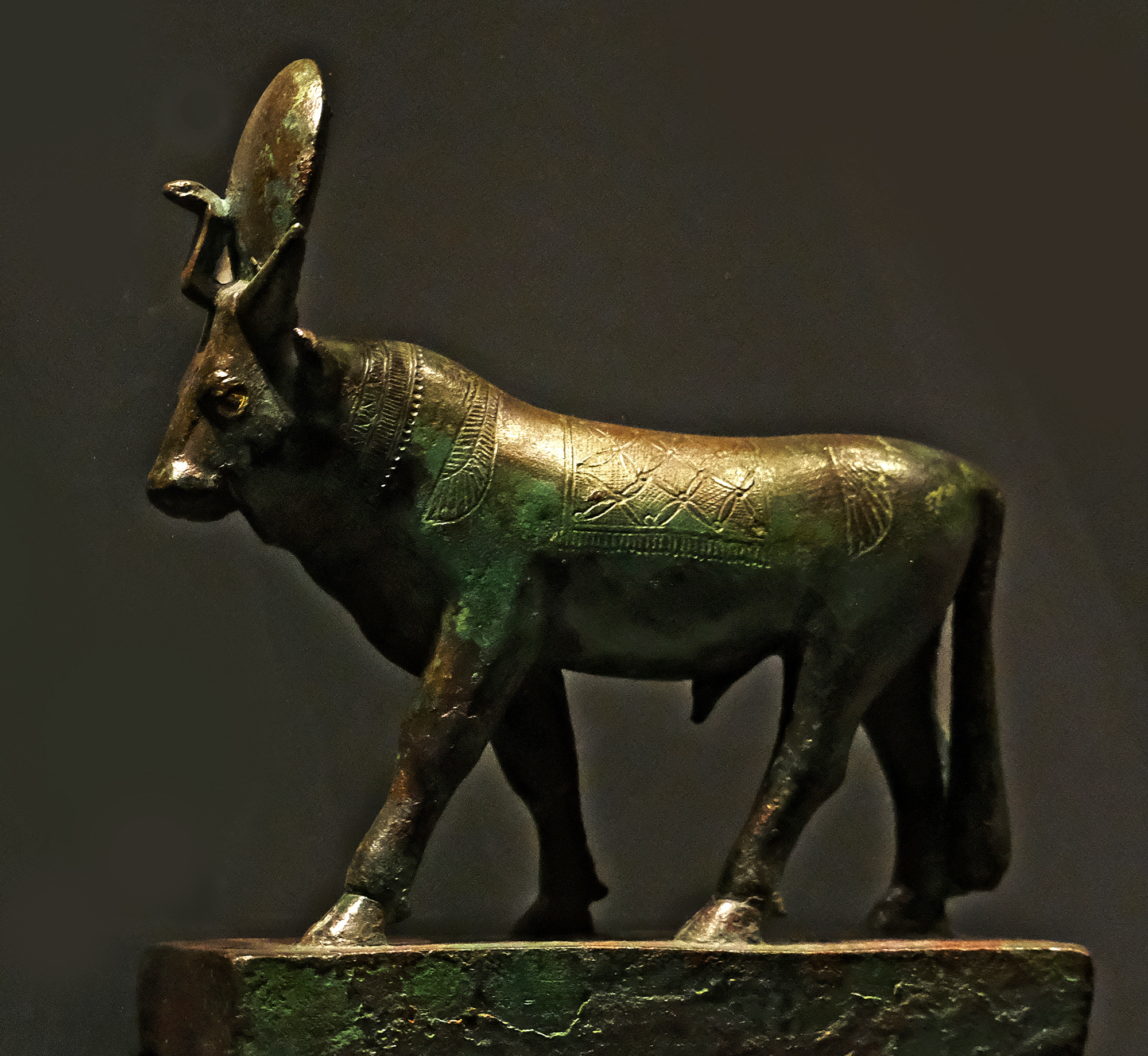
Der heilige Stier Apis, im Louvre von Paris
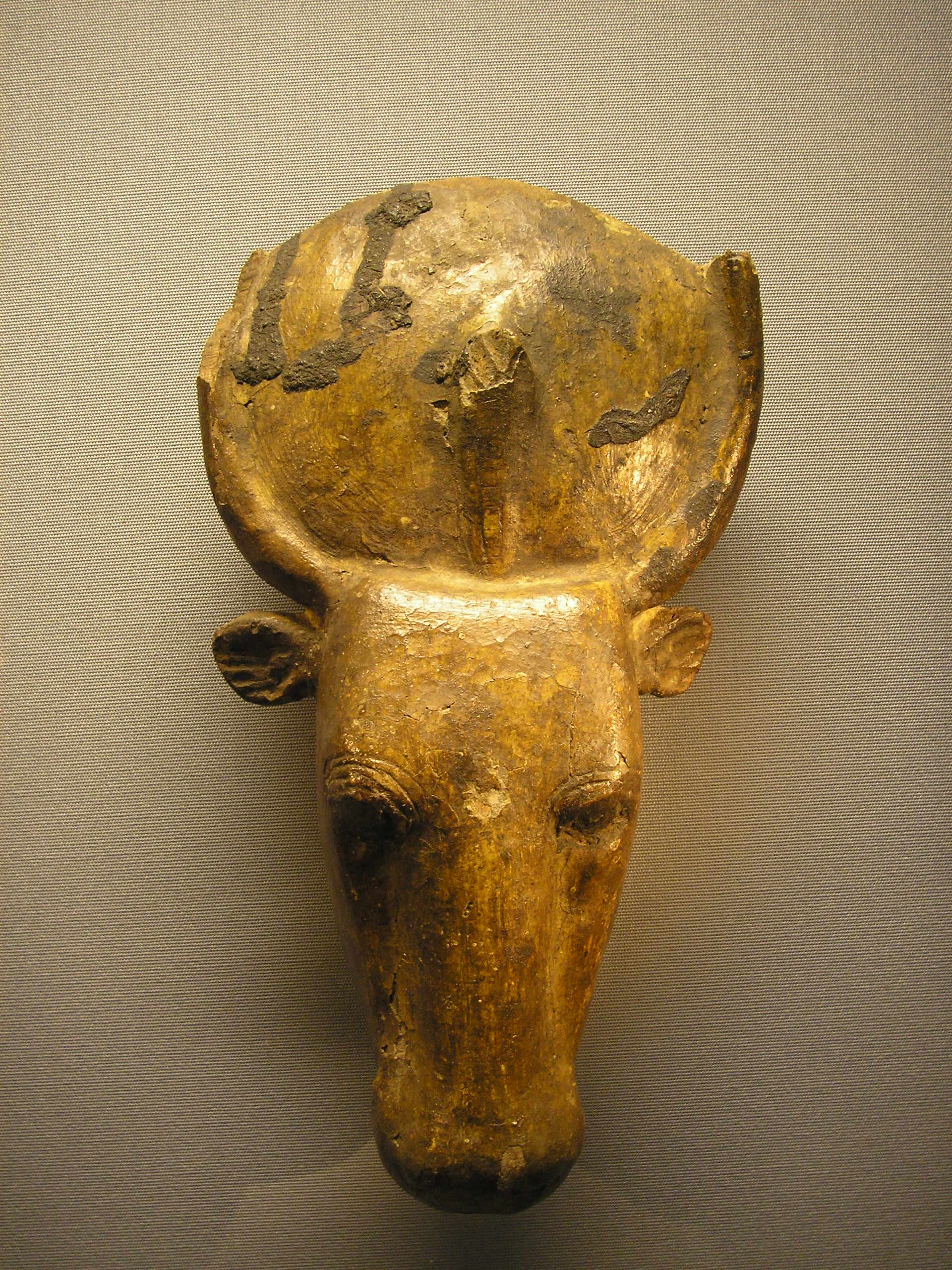
Mumienmaske für einen Stier (Kunsthistorisches Museum Wien)

## Theologie
Ursprünglich hatte der Apis-Stier, als Inbegriff der Stärke und Zeugungskraft, die Rolle eines eigenständigen Fruchtbarkeitsgottes inne.  Im ägyptischen Pantheon war es jedoch üblich, dass ein Gott nicht auf nur einen oder einige wenige Wesenszüge beschränkt war, sondern sich mit anderen Göttern in unterschiedlichen Konstellationen zusammenschließen konnte. Auf diese Weise konnten die Götter ihre Kräfte kombinieren, sogar miteinander verschmelzen und auch mehrere Vereinigungen gleichzeitig eingehen. Dieser Vorgang wird als Synkretismus bezeichnet. Eine wesentliche Verbindung entwickelte der Apis-Kult bereits in der frühen dynastischen Zeit  zum memphitischen Stadt- und Schöpfergott Ptah.  Der Apis-Stier wurde infolgedessen als Verkörperung des Ptah begriffen und fungierte als Sprachrohr zwischen dem Gott und den Menschen. In dieser Rolle erhielt er den Titel „Herold des Ptah“ und konnte als Orakel befragt werden. Ein entsprechender Titel wurde auch an weitere heilige Stiere, wie dem Mnevis von Heliopolis  und dem Buchis von Armant,  vergeben.
Ab dem Neuen Reich trat der Apis-Stier zusammen mit Atum von Heliopolis auf, einem Gott, der unter anderem die im Westen untergehende Sonne symbolisierte. Durch diese Verbindung erhielt der Stier einen solaren Charakter und einen Bezug zum im Westen gelegenen Totenreich.
In derselben Epoche wurde der lebende Apis-Stier sehr stark mit dem Totengott Osiris verknüpft. Eine naheliegende Verbindung, da beide als Fruchtbarkeitsgötter verehrt wurden. In dieser Funktion wurde der Stier als „lebender Apis-Osiris“ bezeichnet und erhielt schon zu Lebzeiten einen starken Jenseitsbezug. Im Totenkult war es außerdem üblich, den Verstorbenen mit dem Totengott Osiris zu identifizieren, ein Brauch, der auch heilige Tiere einschließen konnte. Hier fand sich also ein weiterer Anknüpfungspunkt des Apis-Kultes an Osiris: Der tote Apis-Stier wurde mit dem Totengott gleichgesetzt und erhielt den Namen Osiris-Apis, bzw. Apis-Osiris.
Während der griechisch-römischen Zeit war der Kult von Apis-Osiris unter den Griechen sehr beliebt und ließ die ursprünglich getrennten Götter Apis und Osiris zu der neuen Gottheit Sarapis verschmelzen. Sarapis wurde zum herrschenden Gott erhoben, der einerseits die Eigenschaften des Apis verkörperte, andererseits aber auch viele Gottheiten aus dem griechischen Pantheon umfasste.

## Kult
Klassische Autoren wie der Römer Aelian und der altägyptische Priester Manetho berichten, dass der Apis-Kult bereits in der frühdynastischen Zeit eingeführt worden sei. Dabei wird in erster Linie die (Zeugungs-)Kraft des Stieres im Mittelpunkt gestanden haben.  Vereinzelte Quellen schildern, dass der Apis im Alten Reich in Memphis lebte und über einen eigenen Priester verfügte. Ob ein verstorbener Apis-Stier schon in dieser Epoche feierlich bestattet wurde, ist aufgrund fehlender Belege unklar.
Eine Theorie aus unbekannter Quelle besagt, dass die Stiere unter dem westlichen Teil der Stufenpyramide bestattet worden sein könnten. Dort befinden sich umfangreiche Galerien, doch die Beweislage ist sehr dürftig. Alternativ könnte der Apis-Stier auch während einer Zeremonie (vom König) konsumiert und seine Überreste im Areal des Ptah-Tempels begraben worden sein.  Diese Überlegung nimmt Bezug auf den sogenannten Kannibalenhymnus, der das Verschlingen der Familie, der Feinde und der Götter durch den König Unas beschreibt. Demnach könnte der König vielleicht durch den Verzehr des Apis-Stieres die göttliche Macht des Ptah in sich aufgenommen haben.
Aus der Regierungszeit des Amenophis III. ist in Sakkara eine Kapelle mit einer Grabkammer erhalten geblieben, die bisher älteste gefundene Grabanlage für den heiligen Stier. Auch unter den nachfolgenden Königen wurde er in Einzelgräbern beigesetzt.
Ab der Regierungszeit des Ramses II. wurden die Apis-Stiere schließlich in einer langen unterirdischen Galerie, dem Serapeum, bestattet.
Der Apis-Kult konnte sich zunächst nicht durchsetzen, bis das allgemeine Aufkommen von Tierkulten auch den Apis vermehrt in den Vordergrund stellte. Der Apis-Kult lässt sich erst ab dem Ende des Neuen Reiches vermehrt greifen.  Antike Autoren berichten, dass sich das Haus des Apis, auch Apeion genannt, im Bezirk des Ptah-Tempels befand. In diesem Haus war der heilige Stier Zeit seines Lebens untergebracht und konnte als Orakel befragt werden.
In Memphis konnte bisher nur das Einbalsamierungshaus in der südwestlichen Ecke des hellenistischen Ptah-Tempel-Areals identifiziert werden. Der ursprüngliche Standort des Apis-Tempels ist jedoch unbekannt. Doch der griechische Geschichtsschreiber Herodot berichtet, dass während der 26. Dynastie für den Apis-Stier ein Säulenhof angelegt worden sei, mit Kolossalstatuen als Pfeilern.
An den Tempel müssen sich Wirtschaftsbetriebe angeschlossen haben. Aus einer Tempelherde wurden einige Kühe ausgewählt und standen für den heiligen Stier bereit. Die Apis-Kälber, erhielten in späterer Zeit einen eigenen Kult. Gleiches galt für die Mutterkühe des Apis, die zu Lebzeiten an bestimmten Ritualen und Zeremonien teilnahmen und nach ihrem Tod in einer Katakombe in Saqqara-Nord beigesetzt wurden.
Bei großen Festen wurde der Apis-Stier mit Blumengirlanden bekränzt und angeschirrt. So geschmückt, wurde er bei feierlichen Prozessionen mitgeführt, um sich dem Volk zu zeigen oder andere Götter zu besuchen. Zu diesen Prozessionen gehörte auch der sogenannte „Auslauf des Apis“, ein Fest, das regelmäßig seit späten prädynastischen Zeit stattfand. In dieser Zeremonie sollte der Apis als Fruchtbarkeitsgott Felder und Nutztiere segnen. Der Apis-Lauf wurde schließlich auch in den Totenkult integriert und neu ausgedeutet. Apis tritt als Totenbegleiter auf, der den Verstorbenen zur Grabkapelle trägt. Deswegen sind in der Spätzeit Darstellungen des laufenden Apis mit Mumie außen an den Fußenden von Särgen zu finden.
Wenn der alte Apis verstorben und die Trauerzeit vorüber war, musste ein junger Stier, der über die heiligen Zeichen verfügte – Blesse auf der Stirn und den sichelförmigen Fleck auf der Seite – gefunden werden. Die Herkunft eines solchen Stiers ist strittig: Von einem Apis wird berichtet, dass er der Sohn seines Vorgängers gewesen sei, andere Quellen geben an, dass ein Apis auch außerhalb von Memphis geboren werden konnte. Wenn ein junger Bulle ausgewählt worden war, wurde er nach Memphis gebracht und dort feierlich durch den Hohepriester des Ptah als Apis eingesetzt, bzw. inthronisiert.
Einige klassische Autoren, beispielsweise der römische Historiker Ammianus Marcellinus in seinem Werk „res gestae“, oder auch der griechische Schriftsteller Plutarch überliefern, dass der Stier keines natürlichen Todes verstarb, sondern im Alter von 25 Jahren ertränkt wurde. Für eine Tötung des Apis lassen sich jedoch keine Indizien finden. Es ist anzunehmen, dass dieser Irrglaube, der in der Antike aufkam, auf die Bezeichnung eines bestimmten Mondzyklus zurückgeht: Alle 25 Jahren fielen dieselben Mondphasen wieder mit den denselben Tagen zusammen, ein Zeitraum, der als Apis-Periode bezeichnet wurde. Da die Lebensdaten der Stiere auf Grabstelen festgehalten wurden, kann das Alter des jeweiligen Apis errechnet werden. Die erhaltenen Stelen belegen, dass die große Mehrheit der Stiere vor dem 25. Lebensjahr auf natürliche Weise verstarb. Das Ertränken des Apis gilt als weitestgehend widerlegt.

## Einbalsamierung und Beisetzung
Da bisher keine Apis-Stier-Mumien entdeckt wurden, kann das Einbalsamierungsritual nur anhand schriftlicher Quellen nachvollzogen werden. Des Weiteren fanden sich Mumien von Rindern, die nicht als Apis verehrt worden waren, in verschiedenen Regionen Ägyptens. Darunter beispielsweise die Münchner Ochsenmumie, deren Herkunft ungesichert ist oder auch mehrere Stiermumien, die in Tell Abu-Yasin bei Horbeit entdeckt wurden.
Im Papyrus Vindob 3873, auch bekannt als Papyrus Wien KM 3873 + Papyrus Zagreb 597-2, wird das Balsamierungsritual beschrieben. Der Fundort des Papyrus ist unbekannt, der Inhalt deutet jedoch auf Memphis hin. Heute wird er im Kunsthistorischen Museum in Wien aufbewahrt.  Das Schriftstück datiert vermutlich ins 2. Jahrhundert v. Chr. und ist hauptsächlich in hieratischer Schrift niedergeschrieben, weist allerdings auch einige demotische Textpassagen auf.
Einbalsamierungsritual anhand des pVindob. 3873:
Mit dem Tod eines Apis-Stieres begann eine 70-tägige Staatstrauer, während der die Kultanhänger ihr Haar wachsen ließen, sich nicht wuschen und Klagelaute ausstießen. In den ersten vier Tagen wurde streng gefastet und während der restlichen Zeit nur vegetarisch gegessen. Unterdessen war es die Aufgabe der Priester, den toten Stier von seinem Stall zum „Haus der Reinigung“ zu bringen. Der Papyrus nennt keine Einzelheiten über die Geschehnisse in diesem Gebäude, aber es ist anzunehmen, dass der verstorbene Apis dort gewaschen wurde. Danach wurde der Stier-Leichnam zum Einbalsamierungshaus gebracht, um dort über ungefähr sechzig Tagen einbalsamiert und mumifiziert zu werden. Dazu wurde der Stier auf eine große und leicht abschüssige Plattform aus Alabaster gelegt, die am niedrigeren Ende einen Abfluss aufwies. Darunter befand sich ein großes Gefäß, in dem die austretenden Körperflüssigkeiten aufgefangen wurden. Diese Plattformen werden im Papyrus nicht erwähnt, aber in der Nähe des Ptah-Tempels von Memphis konnten vier davon dicht nebeneinanderstehend identifiziert werden.
Der erste Schritt bei der Einbalsamierung war es, mit Hilfe eines Kehlschnittes den Stier ausbluten zu lassen, darauf deuten aber nur sehr unsichere Indizien hin. Als Nächstes wurden die Augäpfel entfernt und durch künstliche Augen aus Leinen ersetzt. Der Papyrus gibt keinen Hinweis darauf, ob das Gehirn entfernt wurde. Es ist anzunehmen, dass, ähnlich wie bei der Behandlung des menschlichen Körpers, ein Stab durch die Nüstern des Stieres gestoßen wurde, um das Gehirn zu entfernen. Als Nächstes wurden die inneren Organe entnommen. Wie im Papyrus Vindob 3873 beschrieben, wurde dazu auf der linken Seite des Tieres ein Schnitt gemacht und alle Organe, bis auf das Herz, das gesondert behandelt wurde, entnommen und gewaschen. Dann wurden die Innereien in große einfache Gefäße gelegt, die später zusammen mit dem Apis bestattet wurden.
Das Herz wurde separat gereinigt und in den Körper zurückgelegt. Der Körperhohlraum, der durch die Entnahme der anderen Organe entstanden war, wurde anschließend mit Harzöl behandelt und mit Beuteln, die Sägemehl und Natron enthielten, gefüllt. Vermutlich behandelten vier Einbalsamierer den Rumpf und die Beine gleichzeitig von festen Positionen aus, während sich eine weitere, höherrangige Person zusammen mit zwei Priestern um den Kopf kümmerte. Dann wurde der Stier-Leichnam für mehrere Wochen mit Natron bedeckt, bis der Körper konserviert war.
50 Tage nach dem Tod des Stieres war die Mumifizierung abgeschlossen, sodass mit dem Einwickeln des Körpers begonnen werden konnte, ein Vorgang, der 16 Tage in Anspruch nahm. In einem benachbarten Raum wurde dazu Sand aufgeschüttet, zu der der mumifizierte Apis-Stier getragen wurde. Um das Tier transportieren zu können, schoben die Ägypter drei lose Stangen quer unter den Leichnam, machten ihn dort mit einigen Mumienbinden fest und konnten auf diese Weise zum Einwicklungsraum gelangen. Der Stier wurde mit Mumienbinden umwickelt, doch einigen Körperteilen kam eine besondere Behandlung zu:
a) Die Mundhöhle wurde mit schmalen Stoffstreifen ausgekleidet und mit Wachs, Myrrhe und gemahlenem Harz verfüllt. Dabei wurden das untere mittlere Schneidezahnpaar das beim Zahnwechsel eines Rindes als erstes die Milchzähne verdrängt. gezogen und durch künstliche aus Leinen oder Steinen ersetzt.
b) Die Augen waren schon zu Beginn des Einbalsamierungsprozesses entfernt worden und wurden nun durch Stoffbinden, die zu einer Kugel aufgerollt wurden, ersetzt. Vermutlich wurden die Konturen der Augen und in Teilen auch die Augenwinkel mit Tinte und Leinenstreifen nachgebildet. Der Papyrus Vindob erwähnt dies nicht, aber dieser Schritt kann bei anderen Rindermumien (nicht Apis-Mumien!) beobachtet werden.
c) Da der Körper des Stieres durch die Behandlungen geschrumpft war, drohten die Hufe abzufallen. Außerdem wurden sie als unrein erachtet, sodass sie entfernt und durch künstliche, womöglich goldene Hufe ersetzt wurden. Danach wurden auch sie mit Leinenbinden umwickelt.
d) Schließlich wurde auch der Anus gesondert behandelt. Der Analkanal wurde entleert, gewaschen und mit Tüchern gefüllt. Da diese Handlung als unrein galt, wurde währenddessen ein Tuch über das Hinterteil des Tieres ausgebreitet. Zum Schluss wurden mit Myrrhe und Natron gefüllte Beutel in den Analkanal geschoben.
Nach Abschluss der Balsamierungsarbeiten trat ein Priester vor das Einbalsamierungshaus und gab den versammelten Trauergemeinschaft (Ptah-Priester, Personen mit unterschiedlichen rituellen Funktionen, niedere Bedienstete und Angehörige der Staatsspitze) durch Zerreißen eines Stoffstücks das Zeichen in Klagerufe auszubrechen. In der Zwischenzeit wurde der Stier im Innern des Einbalsamierungshauses in einen Sarg gelegt. Dazu wurde die Mumie mit Stoffbinden auf einem Brett befestigt, über eine Seilvorrichtung in die Höhe gehoben und langsam in den Sarg abgesenkt.
Am 69. Tag des Einbalsamierungsrituals stand ein speziell gefertigter Wagen bereit: Er hatte einen Aufsatz in Form einer Barke, auf der sich ein Schrein befand. Der Stiersarg wurde in diesen Schrein gehoben und zu einem heiligen See in der Nähe des Apis-Bezirks gerollt, um ihn dort mit der Barke zu Wasser zu lassen. Die Überquerung des Sees hatte zweierlei Bedeutungen: Zum einen sollte die Überfahrt die Reise des Sonnengottes Re symbolisieren. Im Alten Ägypten herrschte der Glaube, dass der Sonnengott bzw. die Sonne, nach seinem/ihrem Untergang durch die Unterwelt reise und dort jede Nacht gegen die Chaos-Schlange Apophis kämpfen müsse, die diese Nachtfahrt zu verhindern sucht. Zum anderen sollte die Überquerung des Sees auch den Kampf zwischen dem Totengott Osiris und seinem Bruder Seth versinnbildlichen, bei dem Osiris in eine Falle gelockt und in eine Kiste gesperrt wurde. Um seinen Bruder aus dem Weg zu schaffen, warf Seth die Kiste in den Nil, sodass sie davon trieb und Osiris darin verstarb.
Nach der Seeüberfahrt wurde die Stiermumie in einem Reinigungszelt am Rande des Sees untergebracht und dort einem Wiederbelebungsritual, dem sogenannten Mundöffnungsritual unterzogen. Dann wurde der Apis zurück zum Einbalsamierungshaus gebracht, wo er auf seine Bestattung im Apisgrab, dem Serapeum, warten musste.